# شهرستان فراهان
شهرستان فراهان شهرستانی در استان مرکزی ایران است که در سال ۱۳۸۹ به‌طور رسمی شهرستان شد.

## جغرافیا
فراهان یکی از شهرستان‌های استان مرکزی و پاره‌ای از سرزمین تاریخی فراهان بزرگ است که منطقهٔ وسیعی از شمالِ شهر اراک تا مناطقی از شهرستان‌های کمیجان آشتیان و تفرش را در بر می‌گرفت و روستای خوش آب و هوای کسرآصف و خلت آباد جلال‌آباد و روستای تاربخی حسین‌آباد و اسفین و گازاران و چاله خومان در آن قرار دارد.
بیش از دویست روستای کوچک و بزرگ در فراهانِ بزرگ وجود دارد که در دشت فراهان و کوه‌های اطراف پراکنده‌اند. شهر فرمهین در مرکز فراهان و در سه راهی اراک - تفرش - کمیجان قرار گرفته است و یک شهرک صنعتی در شهر فرمهین نیز دارد.

## تقسیمات شهری و روستایی
دهستانها و بخش‌های شهرستان فراهان:
بخش مرکزی
- فرمهین
- اَشقل
- حسینیه
- تبرتبه
- مشهد ذلف آباد
- مجدآباد کهنه
- دُرمنک
- هزاوه
- شیرین آباد
- شاه آباد
- فشک
- جلال‌آباد
- خلت آباد
- حسین‌آباد
- اِسفین
- گازران
- چاله خومان

نقطه شهری: فرمهین
بخش خنجین
- دهستان خنجین
- دهستان تلخاب

نقطه شهری: خنجین ، تلخاب

## تاریخچه
لغت شناسان فراهان را فشرده واژه فرا هامون می‌دانند، سرزمینی که از یکسر به خورهه و از سویی به تفرش و از سوی دیگر به کمیجان کشیده شده بود فرا هامون نامیده می‌شد. یونانیان آن را مدیا می‌نامیدند برخی گفته‌اند فراهان را طهمورث بنا کرد و دارالملک آن را ساروق کرد. ابن مقنع می‌گوید (ولاشگرد را بلاش پسر پیروز و بورقان را پوران دختر خسرو ساخته است) فراهان شامل ناحیهٔ پهناوری میان شهرستان‌های اراک و کمیجان و تفرش و آشتیان است.
حمدالله مستوفی در نزهت القلوب می‌نویسد:فراهان ولایتی است و در دیه‌ها معتبر بود، دیه ساروق را دارلملک آنجا و طهمورث ساخت، اکنون دولت‌آباد و ماستر معظم قرای آنجاست.
نام یکی از شهرهای بخش مرکزی شهرستان فراهان، فرمهین است. این شهر در شمال شهر اراک و کویر میقان واقع است. هوای آن سرد و سالم و آب کلیه روستاهای آن از قنوات است که طول اکثر آن‌ها به ۶هزار گز می‌رسد. فراهان از سه قسمت به نام بالا و پائین و سادات تشکیل می‌گردد. جمع روستاهای دهستان فراهان ۱۲۹ قریه و دارای ۲۹ هزار تن سکنه است. محصولاتش غلات، بنشن و میوه جات است. گله داری یکی از کارهای عمده سکنه بخش و پوست بره این حدود به خوبی معروف است و خریدار زیاد دارد. صنایع دستی زنان این دهستان قالی و قالیچه بافی با نقشه است.
دیگر از روستاهای قدیمی فراهان زلف آباد است که روزگاری روستای مهم و پرجمعیتی بوده است.
شهر فرمهین در مرکز بخش مرکزی شهرستان فراهان واقع و مرکز شهرستان است. روستاهای مهم دیگر فراهان عبارتند از روستای خوش آب و هوای حرآباد، غیاث آباد، امیرآباد، کسرآصف، دستجان، خوشدون، عباس‌آباد و خلج آباد، نظام آباد، تلخ آب، فشک، مجد آباد، تبرته، ماستر، شتریه، مشهدزلف آباد واشقان. روستاهای نزدیک به کویر به واسطه مجاورت با کویر دارای هوای ناسالم و آب شورند.

## نام
- دهگان در گزارش‌نامه می‌گوید: «واژه فراهان به‌طور قطع مرکب از دو عضو است که خوشبختانه هر دو عضو زنده و در اسماء امکنه متداول هستند. «فره» به فتح اول و ثانی به معنی شکوه است، عضو دوم یعنی «آن» یکمن علامت جمع باشد.»[۴] جمع دو واژه به معنای سرزمین مجد و عظمت یا جایگاه گزیدگان و آزادگان است.[۶]
- دیدگاهی دیگر آن است که فراه در زبان پهلوی به معنی شهر است و نمونه آن نیز شهر فراه در ولایت فراه افغانستان است. فراهان نیز جمع آن و به معنی شهرها است.[۴]
- دیدگاه دیگر این است که فراهان به جم فرای هامون و منظور آنچه فرای کویر میقان است بوده است.[۷]
- فراهان را در قدیم مدیا می‌نامیدند جغرافی دانان اسلامی آن را جزو بلاد جبال می‌دانستند[۸]
- همچنین دیدگاهی دیگر بر آن است که فراهان، مشتق از ریشهٔ «گَر» به معنی کوه در زبان اوستایی است که در زبان فارسی نو به صورت «وَر» به کار می‌رود. تجمع و کثرت نام‌های مشتق از ریشهٔ اوستایی گر/ ور در سرزمین عراق عجم از قبیل وروگرد، ورکانه، گرکان، وروان و فرمهین، این گمانه را تقویت می‌کند. عراق عجم، سرزمینی کوهستانی است و در عصر سلجوقیان نیز ایالت جبال (کوهستان) خوانده می‌شد و منطقی است که اجزای آن نیز با نام‌های مشتق از گر/ ور (کوهستان) خوانده شوند. بر این اساس، فراهان یعنی منسوب به کوه و در مجموع به معنی سرزمین کوهستانی است.

## مردم
بنابر سرشماری مرکز آمار ایران، جمعیت بخش مرکزی شهرستان فراهان در سال ۱۳۹۵ برابر با ۲۸٬۹۹۴ نفر بوده است.
کشاورزی و دامداری کار اصلی مردم فراهان است. آب قنات یکی از منابع اصلی آبیاری به‌شمار می‌آید. کشت غلات به ویژه گندم و نیز باغداری (از جمله انگور، بادام و گردو) در فراهان رواج دارد. فرش مهم‌ترین صنایع دستی این شهرستان است.
امروزه در بیشتر مناطق فراهان به زبان فارسی صحبت می‌شود و زبان‌ها و گویش های محلی رو به فراموشی رفته اند. با این حال در برخی از روستاها زبان لری وجود دارد.

### رسم و رسوم
جشن تیرگان از رسوم قدیمی و کهن ایرانیان است که قدمتی برابر با دوران ساسانیان داشته است.
ایرانیان باستان برای هر روز از سال اسم خاصی برگزیده بودند که هر گاه اسم روز اول ماه با اسم ماه هم نام بود آن روز را گرامی داشته جشن می‌گرفتند که از این بین جشن تیرگان (تیر اسم روز اول ماه تیر) و جشن مهرگان (مهر اسم روز اول ماه مهر) معروف تر است. جشن تیرگان امروزه با گذشت حدود ۱۶۰۰ سال هنوز میان برخی از اهالی دشت فراهان استان مرکزی برگزار می‌شود. برخی از اهالی فراهان در اولین روز از فصل گرم سال با حضور در کنار امامزاده ذلف آباد شهر فرمهین این روز را گرامی داشته جشن می‌گیرند. مردم دشت فراهان در این روز از گوشه و کنار مرز پر گهر به منطقه زادگاه خود برگشته روز را تا شب در دامان طبیعت می‌گذرانند و با طبخ غذاهای محلی مثل دلمه و آش‌های محلی در کنار اقوام روز خاطره انگیزی را سپری می‌کنند. در منطقه فراهان به این جشن عید صغری ویا جشن آب پاشان هم می‌گویند. برگزاری بازی‌های محلی-پاشیدن آب به همدیگر و برگزاری مجالس پرده خوانی و شبیه خوانی از دیگر رسوم این روز است. هر ساله در منطقه فراهانی جشنواره بازی ها و رقص محلی برگزار می‌شود که بیشتر رنگ و بوی لری دارند. شاهنامه خوانی و گرفتن فال حافظ در عید ها و مجالس جشن و شادی رایج است.